# Joël Pelier
Joël Pelier (Valentigney, 23 marzo 1962) è un ex ciclista su strada francese.
Professionista dal 1985 al 1990, conta una vittoria di tappa al Tour de France.

## Carriera
Da dilettante vinse il Grand Prix de France, corsa a cronometro, nel 1984. Passò professionista nel 1985 con la Skil di Jean de Gribaldy, conseguendo nella prima stagione una vittoria di tappa alla Parigi-Nizza; nella stagione successiva vinse il Grand Prix d'Aix-en-Provence e fu convocato per i mondiali. Nel 1987 passò alla Système U di Cyrille Guimard, vincendo una tappa al Tour Midi-Pyrénées, una tappa al Tour de la Communauté européenne e una tappa al Tour of Ireland; nella stagione successiva vinse una tappa al Grand Prix du Midi Libre. Nel 1989 passò alla formazione spagnola BH, con cui vinse una tappa al Tour de France e, l'anno seguente, una tappa al Tour de la Communauté européenne.

## Palmarès
- 1984 (dilettanti, una vittoria)

Grand Prix de France (cronometro)
- 1985 (Skil, due vittorie)

Grand Prix Union Cycliste Bessegeoise
4ª tappa, 1ª semitappa Parigi-Nizza (Donzère > Bédoin)
- 1986 (KAS, una vittoria)

Grand Prix d'Aix-en-Provence
- 1987 (Système U, tre vittorie)

4ª tappa Tour Midi-Pyrénées (Luz Ardiden > Blagnac)
2ª tappa Tour de la Communauté européenne
2ª tappa Tour of Ireland (Waterford > Cork)
- 1988 (Système U, una vittoria)

1ª tappa, 1ª semitappa Grand Prix du Midi Libre (Montpellier > Montpellier, cronometro)
- 1989 (BH, una vittoria)

6ª tappa Tour de France (Rennes > Futuroscope)
- 1990 (BH, una vittoria)

5ª tappa Tour de la Communauté européenne (Valkenburg > Coblenza)

### Altri successi
- 1985

Criterium di Goujounac
- 1987

Criterium di Besançon
- 1988

Criterium di Besançon
- 1989

Criterium di Monein
Criterium di Riom-ès-Montagnes
- 1990

Criterium di Vouneuil-sous-Biard

## Piazzamenti

### Grandi Giri
- Tour de France

1985: 78º
1986: non partito (18ª tappa)
1988: 120º
1989: 128º
- Vuelta a España

1990: ritirato (7ª tappa)

### Classiche monumento
- Milano-Sanremo

1986: 69º
1988: 36º
- Giro delle Fiandre

1988: 61º
- Liegi-Bastogne-Liegi:

1985: 12º

### Competizioni mondiali
- Campionati del mondo

Colorado Springs 1986 - In linea: 87º